# Diederik VI van Kleef
Diederik VI van Kleef (circa 1185 - 13 mei of 26 juni 1260) was van 1198 tot aan zijn dood graaf van Kleef. Hij behoorde tot het huis Kleef.

## Levensloop
Diederik VI was de enige zoon van graaf Diederik V van Kleef uit diens huwelijk met Margaretha, dochter van graaf Floris III van Holland. Na de dood van zijn vader in 1198 volgde hij hem op als graaf van Kleef, wegens zijn minderjarigheid aanvankelijk onder het regentschap van zijn oom Arnoud II.
Hij bevorderde sterk de vestiging van mensen in zijn gebieden en stichtte verschillende burchten en steden, zoals Wesel, Kleef, Kalkar en Grieth. In de strijd om de Rooms-Duitse troon ging hij pas vanaf 1214 definitief keizer Frederik II steunen, die hem in al zijn landerijen bevestigde. In 1203 greep Diederik VI ook in bij de successieoorlog in het graafschap Holland, ten gunste van zijn nicht Ada van Holland. Ook behoorde hij tot de tegenstanders van Engelbert II van Berg, aartsbisschop van Keulen, maar was in 1225 niet betrokken bij diens moord. Daarnaast was hij een bondgenoot van de aartsbisschop van Bremen bij diens Kruistocht tegen de Stedingers en vocht hij in 1234 mee in de Slag bij Altenesch. Vanaf 1247 ondersteunde hij Rooms-Duits tegenkoning Willem II van Holland, die hem opnieuw in al zijn landerijen bevestigde en vanaf 1248 was hij betrokken bij de successieoorlog in het graafschap Vlaanderen, waarbij hij het huis Dampierre ondersteunde.
Als graaf van Kleef breidde Diederik ook zijn gebieden uit. Zo verwierf hij Gahlen, Castrop, Mengede, Hülchrath en de voogdij over de Willibrordusdom van Wesel en Dinslaken en verstevigde hij zijn positie aan de Nederrijn. Na de vroege dood van zijn zoon Diederik primogenitus verdeelde hij in 1255 zijn bezittingen onder zijn overgebleven zonen Diederik VII en Diederik Luf I. Kort voor zijn overlijden in 1260 liet Diederik VI nog de burcht van Monterberg heropbouwen.

## Huwelijken en nakomelingen
Zijn eerste echtgenote was Mathilde van Dinslaken (overleden in 1224). Ze kregen de volgende kinderen:
- Diederik primogenitus (1214-1245), graaf van Dinslaken
- Margaretha (overleden in 1251), huwde in 1242 met graaf Otto II van Gelre

Zijn tweede echtgenote Hedwig (overleden in 1249) was een dochter van markgraaf Diederik van Meißen. Uit hun huwelijk zijn vijf kinderen bekend:
- Diederik VII (1226-1275), graaf van Kleef
- Diederik Luf I (overleden in 1277), graaf van Saarbrücken
- Judith (overleden in 1275), huwde met hertog Walram IV van Limburg
- Agnes, huwde eerst met heer Bernhard IV van Lippe en daarna met graaf Rudolf II van Diepholt
- Everhard